# وادا یوشیشیگه
وادا یوشیشیگه (به ژاپنی: 和田 義重 わだ よししげ)، تولد ۱۱۸۰–۲۴ مه ۲۰۱۳- سامورایی در اواخر دوره هی‌آن و اوایل دوره کاماکورا پسر وادا یوشیموری بود. در سال ۱۲۱۳، او به همراه برادرش و پسرعموی خود وادا تانه‌ناگا در طرح شورش ایزومی چیکاهیرا شرکت کرد.